# Ulrich Grauert
Ulrich Grauert (6. března 1889–15. května 1941) byl německý generál Luftwaffe. Byl velitelem 1. leteckého sboru. Jako nadporučík se v roce 1915 stal leteckým pozorovatelem. 15. května 1941 byl na inspekčním letu, který probíhal nad Lamanšským průlivem. Jeho letadlo Ju-52 bylo objeveno 303. polskou stíhací perutí a byl sestřelen poblíž Saint- Omer. Byl ženatý s Erikou a je pohřben na hřbitově v Nampcel ve Francii.